# 벅스 버니
벅스 버니(Bugs Bunny)는 훗날 워너 브로스 카툰즈로 사명을 변경한 레온 슐레징거 프로덕션이 1940년대에 제작한 애니메이션 캐릭터이다. 오리지널 시리즈의 성우는 멜 블랭크가 맡았다. 벅스는 워너 브로스의 애니메이션 단편 영화인 과 메리 멜로디 시리즈와 루니 툰 시리즈를 통해 널리 알려지게 되었다. 미국 애니메이션의 황금기를 거치면서 벅스 버니는 미국의 문화적 상징으로 자리잡았고 워너 브로스의 공식 마스코트가 되었다.
벅스는 회색 토끼를 의인화하였으며 무사태평하고 건방진 성격을 부여 받았다. 말투는 뉴욕의 브루클린 방언을 사용하고, 서양의 여러 신화와 전설에 나오는 장난꾸러기인 트릭스터로서 행동한다. 유명한 대사로는 "음, 뭔일이셔?"("Eh... What's up, doc?")이 있다. 워너 브로스는 비슷한 토끼 캐릭터를 1930년대부터 제작하여 오면서 벅스 버니의 캐릭터를 개발하였다. 1940년 텍스 에이버리가 벅스의 목소리를 연기한 《어 와일드 헤어》로 오스카 상 후보에 올랐다.
벅스는 이후 텔레비젼 시리즈, 음반, 비디오 게임, 만화책 등 다양한 매체에 등장하였다. 헐리우드 명예의 거리에 벅스 버니를 위한 별이 설치되었다.

## 개발

《엘머의 진솔한 카메라》에 등장한 벅스 버니와 엘머 퍼드

주간지 《선데이》에 벅스 버니를 최초로 연재하였고 첫 단행본을 발간한 미국의 만화가 체이스 크레이그는 "벅스는 한 명이 주도하여 만들어진 것이 아니라 대여섯 명의 감독과 작가들이 협력하여 제작한 캐릭터였다. 그 당시엔 이러 저러한 개그와 스토리를 여러 그룹에서 제안하고 그것을 스토리 모임에서 결정하는 방식으로 제작되었다."라고 회고하였다. 벅스 이전에도 레온 슐레징거 프로덕션은 1937년 작인 《포키의 오리 사냥》의 후속편 격으로 《포키의 토끼 사냥》(Porky's hare Hunt, 1938년)을 발표하면서 사냥꾼 포키 피그를 놀리는 영리한 토끼 캐릭터를 선보인 바 있다.
워너 브로스의 대표적인 애니메이터 가운데 하나였던 척 존스는 1939년 단편 애니메이션 시리즈인 《프레스트-오 체인지-오》(Prest-O Change-O)에서 보이지 않는 캐릭터인 마법사 샴푸(Sham-Fu)의 애완동물인 토끼를 등장시킨다. 당시 토끼는 개 보다 큰 덩치에 점잖고 똑똑하며 목청껏 웃지만 비교적 조용한 캐릭터였다.
프로덕션에서 세 번째로 선 보인 토끼는 1939년의 《토끼야 무섭니》(Hare-um Scare-um)에 등장한 회색 토끼로 《포키의 토끼 사냥》을 감독한 달턴과 하더웨이가 다시 감독을 맡았다. 이 애니메이션에서 토끼는 독자적인 중요 역할을 맡는 캐릭터가 되었다. 《토끼야 무섭니》의 수석 애니메이터 찰리 소르슨은 하더웨이에게 건낸 원화 보드에 토끼의 이름을 "벅스 버니"라고 적어 놓았다.
소르슨은 스토리 담당 수석이었던 테드 피어스에게 보나 나은 토끼의 디자인을 요청하였다. 소르슨은 디즈니에서 일하던 1936년 《거북이 토비의 귀환》(Toby Tortoise Returns)을 제작하면서 맥스 헤어라는 이름의 토끼 캐릭터를 만들었던 경험이 있었다. 그는 여섯 가지 다른 모델을 하더웨이에게 보여주고 무엇이 더 좋은 지 고르라고 하였다. 소르슨의 토끼는 "전형적인 털북숭이 토끼"를 나타낸 것이었다. 긴 목에 평평한 얼굴을 하고 있었으며 눈은 컸고 장갑을 낀 손가락은 세 개였다. 이 디자인은 여러 모로 디즈니 애니메이션의 영향을 받은 것이었다.
1940년 존스는 《엘머의 진솔한 카메라》를 만들면서 토끼를 등장시켰다. 이 애니메에션에서 토끼는 오늘날 벅스 버니 모습에 한층 더 가까워졌고, 벅스 버니의 숙적인 엘머 퍼드와 대면하게 된다. 당시의 엘머 퍼드 역시 오늘날의 디자인과는 다른 모습이었다.

## 데뷔
1939년 《포키의 토끼 사냥》이 벅스 버니와 같은 성격의 토끼를 등장 시킨 애니메이션이었다면, 1940년 《어 와일드 헤어》는 벅스 버니가 공식적으로 등장한 첫 애니메이션이었다. 감독은 텍스 에이버리가 맡았고 1940년 7월 27일 상영되었다. 《어 와일드 헤어》에 등장하는 벅스 버니와 엘머 퍼드는 밥 기븐스가 다시 디자인하였고 멍청한 사냥꾼과 그를 괴롭히는 영리한 토끼라는 전형적인 이야기 틀을 갖추었다. 벅스 버니의 성우는 멜 블랭크가 맡았는데 "뭔일이셔?"("What's up, doc?")이란 대사는 유행어가 되었다. 《어 와일드 헤어》는 커다란 성공을 거두었고 아카데미 상의 단편 애니메이션 후보로 올랐다.
1941년 척 존스는 《엘머의 애완 토끼》(Elmer's Pet Rabbit)를 제작하여 토끼를 주인공으로 삼았다. 애니메이션의 제목 카드에 "벅스 버니 출연"이라는 문구가 삽입되었고 이로서 벅스 버니의 이름이 스크린에 오르게 되었다. 그러나 토끼의 디자인은 《엘머의 진솔한 카메라》의 것을 사용하였고 성우 역시 달랐다. 《엘머의 애완 토끼》이후로는 멜 블랭크가 목소리를 맡고 《어 와일드 헤어》의 디자인을 사용한 벅스 버니만이 제작되었다.
프리츠 프렐렝이 감독한 1941년의 《히아와타의 토끼 사냥》(Hiawatha's Rabbit Hunt)은 다시 한 번 아카데미 상 후보로 올랐지만 수상을 하진 못하였다.

## 시리즈
벅스 버니는 워너 브로스의 단편 애니메이션 시리즈로 제작되고 상영되었다. 메리 멜로디 시리즈에서 출발한 워너 브로스의 애니메이션 시리즈는 컬러로 제작되는 루니 툰으로 이어졌다. 벅스 버니는 오늘날에도 루니 툰의 대표적인 캐릭터이다.

## 담당성우
1940년에서 1989년까지는 멜 블랭크가 벅스 버니를 연기했다. 블랭크의 사후 제프 버그만, 빌리 웨스트, 그레그 버슨이 벅스 버니 역을 맡았으며 1990년대 이후에는 조 알라스키가 주로 맡았으나 루니 툰 - 벅스 버니와 대피 덕 이후 다시 제프 버그만이 담당하기 시작했다. 베이비 루니툰에서는 사무엘 빈센트가 벅스 버니를 연기했다. 한국어판은 대부분의 작품에서 강수진이, 《루니 툰 카툰》에서는 정재헌이 담당하였다.

## 같이 보기
- 미국 애니메이션의 황금시대